# کارمل (نیویورک)
کارمل (به انگلیسی: Carmel) یک منطقهٔ مسکونی در ایالات متحده آمریکا است که در شهرستان پوتنام، نیویورک واقع شده‌است. کارمل ۱۰۵٫۳۹ کیلومتر مربع مساحت و ۲٬۲۲۰ نفر جمعیت دارد و ۱۹۷ متر بالاتر از سطح دریا واقع شده‌است.